# ANKRA2
ANKRA2 (англ. Ankyrin repeat family A member 2) – білок, який кодується однойменним геном, розташованим у людей на 5-й хромосомі. Довжина поліпептидного ланцюга білка становить 313 амінокислот, а молекулярна маса — 34 272.
| 10         |  | 20         |  | 30         |  | 40         |  | 50         |
| ---------- |  | ---------- |  | ---------- |  | ---------- |  | ---------- |
| MDTSTNLDIG |  | AQLIVEECPS |  | TYSLTGMPDI |  | KIEHPLDPNS |  | EEGSAQGVAM |
| GMKFILPNRF |  | DMNVCSRFVK |  | SLNEEDSKNI |  | QDQVNSDLEV |  | ASVLFKAECN |
| IHTSPSPGIQ |  | VRHVYTPSTT |  | KHFSPIKQST |  | TLTNKHRGNE |  | VSTTPLLANS |
| LSVHQLAAQG |  | EMLYLATRIE |  | QENVINHTDE |  | EGFTPLMWAA |  | AHGQIAVVEF |
| LLQNGADPQL |  | LGKGRESALS |  | LACSKGYTDI |  | VKMLLDCGVD |  | VNEYDWNGGT |
| PLLYAVHGNH |  | VKCVKMLLES |  | GADPTIETDS |  | GYNSMDLAVA |  | LGYRSVQQVI |
| ESHLLKLLQN |  | IKE        |  |            |  |            |  |            |

A: Аланін

C: Цистеїн

D: Аспарагінова кислота

E: Глутамінова кислота

F: Фенілаланін

G: Гліцин

H: Гістидин

I: Ізолейцин

K: Лізин

L: Лейцин

M: Метіонін

N: Аспарагін

P: Пролін

Q: Глутамін

R: Аргінін

S: Серин

T: Треонін

V: Валін

W: Триптофан

Локалізований у цитоплазмі, цитоскелеті, мембрані.